# Тејлор (Тексас)
Тејлор (енгл. Taylor) град је у америчкој савезној држави Тексас. По попису становништва из 2010. у њему је живело 15.191 становника.

## Демографија
Према попису становништва из 2010. у граду је живело 15.191 становника, што је 1.616 (11,9%) становника више него 2000. године.
| Група             | 2000.         | 2010.         |
| Белци             | 6.862 (50,5%) | 6.897 (45,4%) |
| Афроамериканци    | 1.929 (14,2%) | 1.554 (10,2%) |
| Азијати           | 46 (0,3%)     | 102 (0,7%)    |
| Хиспаноамериканци | 4.626 (34,1%) | 6.498 (42,8%) |
| Укупно            | 13.575        | 15.191        |